# Lygephila exsiccata
Lygephila exsiccata là một loài bướm đêm thuộc họ Erebidae. Các đề cửform được tìm thấy ở quần đảo Canaria và ở Bắc Phi, Tropical châu Á và Tropical Châu Phi. Nó đã được du nhập vào Dominica và Argentina. Phụ loài Lygephila exsiccata fallax được tìm thấy ở nửa phía bắc Úc, cũng như đảo Norfolk và New Zealand.
Sải cánh dài khoảng 40 mm.
The larvae of Các đề cửform feed on Indigofera tinctoria, Medicago sativa và Spartium junceum. The larvae của Lygephila exsiccata fallax probably feed on Medicago sativa.

## Phân loài
- Lygephila exsiccata exsiccata
- Lygephila exsiccata fallax